# Abronia smithi
Abronia smithi е вид влечуго от семейство Слепоци (Anguidae). Видът не е застрашен от изчезване.

## Разпространение и местообитание
Разпространен е в Мексико.
Обитава тропически райони, гористи местности, възвишения и склонове.

## Описание
Популацията на вида е стабилна.